# Palazzo Gherardi Uguccioni
Palazzo Gherardi Uguccioni, o Alamanni, si trova in via de' Tornabuoni 9 a Firenze, di fronte al palazzo Cambi del Nero.
L'edificio ha un aspetto dovuto ai restauri del 1831, ad opera dell'architetto Roberto Franceschi. La facciata ha nove assi con piani gerarchizzati: al piano terra un grande portale ad arco sormontato da balcone è affiancato da tre portali rettangolari per lato circondati da bugnato con andamento a raggiera, mentre gli ultimi due portali alle estremità, sormontati da balconcini, sono semplicemente architravati; oltre il mezzanino, coperto da bugnato come tutto il primo piano, si trova il piano nobile con finestre dagli architravi sporgenti retti da mensolette; sopra il finestrone al centro del balcone si trova un grande stemma Alamanni; il secondo piano, oltre una doppia cornice marcapiano e marcadavanzale, ha finestre semplicemente architravate e l'ultimo piano ha semplici aperture rettangolari al di sotto di un cornicione con mensole.